# یانینا لایتزیش
یانینا لایتزیش (انگلیسی: Janina Leitzig؛ زادهٔ ۱۶ آوریل ۱۹۹۹) بازیکن فوتبال اهل آلمان است.
از باشگاه‌هایی که در آن بازی کرده‌است می‌توان به باشگاه فوتبال هوفنهایم اشاره کرد.
وی همچنین در تیم‌های ملی فوتبال Germany women's national under-17 football team, Germany women's national under-19 football team، و Germany women's national under-20 football team بازی کرده‌است.